# Prasteron sulfat
Prasteron sulfat (prodajna imena Astenil, Milis, Teloin, itd), takođe poznat kao dehidroepiandrosteron sulfat (DHEA-S), je prirodni androstan steroid koji se prodaje i koristi u Japanu i drugim zemljama kao induktor porođaja u lečenju nedovoljnog sazrevanja i širenja grlića materice tokom porođaja. To je C3β sulfatni estar prasterona (dehidroepiandrosteron; DHEA), a poznato je da deluje kao prohormon DHEA i kao dopuna androgena i estrogena, iako takođe ima sopstvenu aktivnost kao neurosteroid. Prasteron sulfat se u medicini koristi kao natrijumova so putem injekcije i naziva se natrijum prasteron sulfatom (JAN).
Prasteron sulfat je dostupan u Japanu, Italiji, Portugaliji, Argentini i Kini. Brendovi uključuju Astenil, Dastonil, Di Luo An, Dinistenil, Levospa, Milis, Sinsuren i Teloin.